# Hom, Šentrupert
Hom este o localitate din comuna Šentrupert, Slovenia, cu o populație de 87 de locuitori.